# マニウス・ウァレリウス・マクシムス・メッサッラ
マニウス・ウァレリウス・マクシムス・メッサッラ（ラテン語: Manius Valerius Maximus (Corvinus) MessalaもしくはMessalla、生没年不明）は共和政ローマ中期の政務官。紀元前263年の執政官に選出され、第一次ポエニ戦争初期を戦った。

## 経歴
紀元前289年の執政官であるマルクス・ウァレリウス・マクシムス・コルウィヌスの子であり、伝説的な英雄であるマルクス・ウァレリウス・コルウスの孫にあたる。同僚執政官であるマニウス・オタキリウス・クラッススと共に、第一次ポエニ戦争開戦直後にシケリア（シチリア）でカルタゴとシュラクサイを相手に勝利を収め、60以上のシケリアの殖民都市がシケリアにおけるローマの優位性を認めることとなった。両執政官はシュラクサイの僭主ヒエロン2世と平和条約を結び、ヒエロンの存命中はこの条約は守られた。この条約はローマ、シュラクサイ双方に利益をもたらすものであった。マニウスのみが凱旋式を挙行することを許されている。
彼がメッセネ（現在のメッシーナ）の解放に成功したことを称えて、メッサッラのコグノーメン（第三名）が与えられた。その後800年にわたって、彼の一族はこの名前を名乗り続けていた。シケリアにおける彼の勝利を記念して、クリア・ホスティリア（元老院議事堂）の壁に絵が描かれたが、これはローマにおける歴史フレスコ画の最初の例となった。彼はまたカタナ（現在のカターニア）から日時計を持ち帰った最初の人物とされ、これはフォルム・ロマヌムに設置された。
紀元前252年、プブリウス・センプロニウス・ソプスと共にケンソル（監察官）に選出されたが、400人のエクィテス（騎士階級）をシケリアでの任務を無視したとして降格させている。

## 参考資料
- この記事にはアメリカ合衆国内で著作権が消滅した次の百科事典本文を含む: Chisholm, Hugh, ed. (1911). "Messalla Corvinus, Marcus Valerius (2)". Encyclopædia Britannica (英語). Vol. 18 (11th ed.). Cambridge University Press. p. 189.
- この記事には現在パブリックドメインである次の出版物からのテキストが含まれている: Smith, William, ed. (1870). "Messalla (1)". Dictionary of Greek and Roman Biography and Mythology (英語). Vol. 2. pp. 1049–50.
- T. R. S. Broughton (1951). The Magistrates of the Roman Republic Vol.1. American Philological Association